# 리틀 스위철랜드 (룩셈부르크)

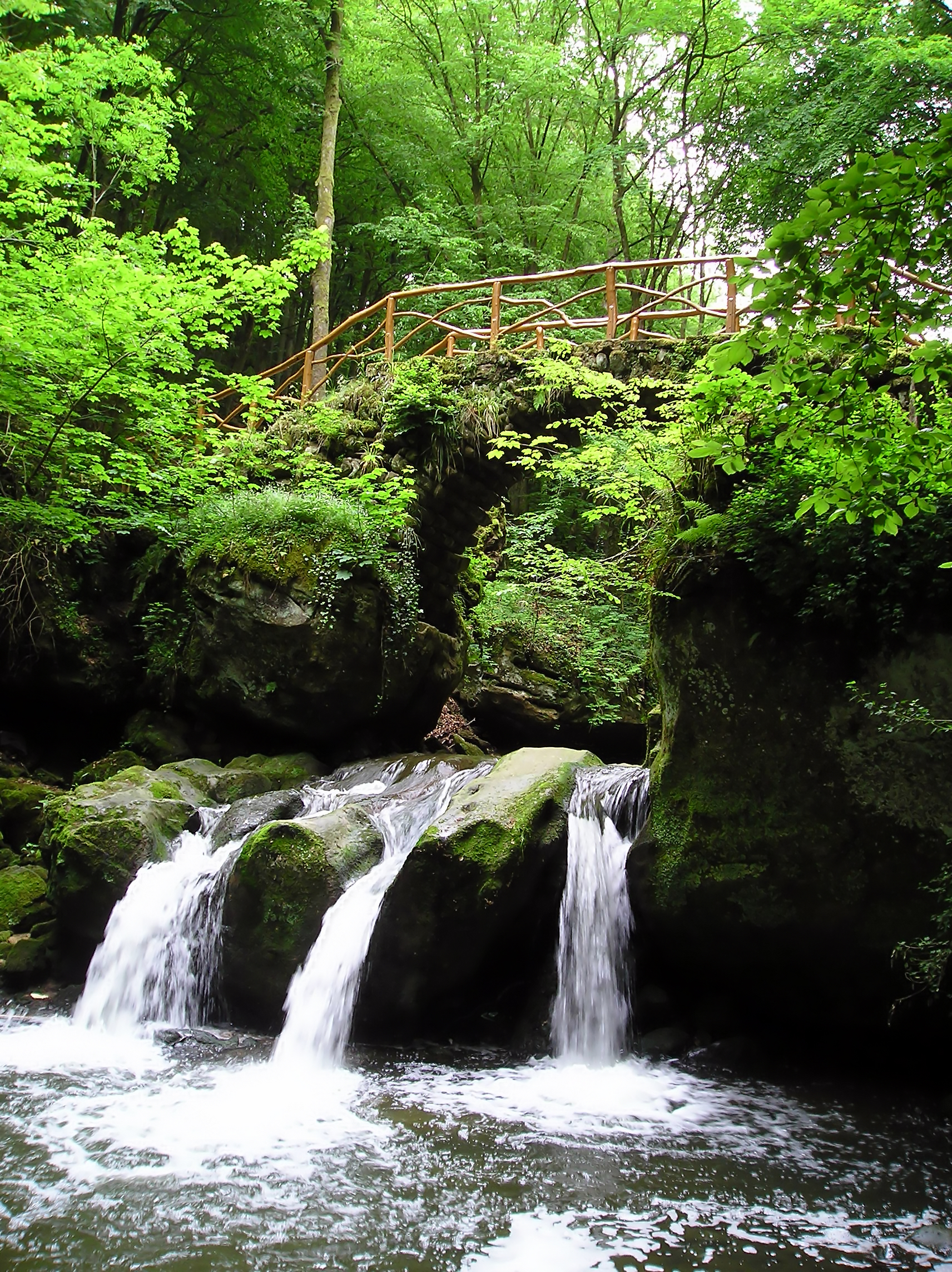
물레르탈의 모습

리틀 스위철랜드(little Switzerland, 룩셈부르크어: Kleng Lëtzebuerger Schwäiz, 독일어: Kleine Luxemburger Schweiz, 프랑스어: Petite Suisse Luxembourgeoise)는 룩셈부르크의 동부에 위치하고 있는 해당 지역의 별칭으로, 지리상으로 볼 때 스위스와 거의 비슷한 장소이기도 하다. 그래서 룩셈부르크의 작은 스위스 마을이기도 하며, 에히터나흐 주에 자리잡고 있다. 또한 물레르탈(룩셈부르크어: Mëllerdall, 독일어: Müllertal)이라는 다른 이름을 가지고 있으며, 위치상으로는 물레르탈 인근에 위치하고 있는 마을이기도 하다.
그래서 리틀 스위철랜드는 이름날 정도로 소문난 스위스와 유사한 환경 및 지형을 가지고 있다고 생각되지만, 보통 해당 이름은 지형이 우거져 있고, 숲도 울창하며, 동굴이 몇 군데가 있고 작은 개울이 무수히 분포되어 있다. 또한 리틀 스위철랜드는 일반적인 스위스와 달리 룩셈부르크를 기준으로 해발 414m의 높이로 구성되어 있기 때문에 대체적으로 봐도 이 일대를 중심으로 온통 저지대에 속하고 있는 것으로 보인다.

## 미디어
- KBS 1TV : 걸어서 세계속으로